# Good Omens (serie de televisión)
Good Omens (Buenos presagios en español) es una serie de televisión británica basada en la novela de 1990 Buenos presagios, de Terry Pratchett y Neil Gaiman. La serie es dirigida por Douglas Mackinnon y escrita por Gaiman, que también ejerce como showrunner. Michael Sheen y David Tennant protagonizan la serie con un elenco coral que también incluye a Jon Hamm, Miranda Richardson, Michael McKean, Derek Jacobi, Brian Cox, y Frances McDormand como la voz de Dios, quien narra la serie.
Al igual que la novela, Good Omens presenta varios temas y figuras cristianas y sigue a varios personajes que intentan alentar o prevenir un Armagedón inminente, visto a través de los ojos del ángel Azirafel y el demonio Crowley.
Todos los episodios de la primera serie se lanzaron en Amazon Prime Video el 31 de mayo de 2019 y se transmitieron semanalmente en BBC Two en el Reino Unido entre el 15 de enero y el 19 de febrero de 2020. Aunque la primera serie del programa fue concebida y comercializada como una serie limitada, fue renovado para una segunda serie en junio de 2021; Sheen y Tennant regresaron, junto con la mayor parte del elenco y el equipo. La segunda serie se lanzó en su totalidad en Amazon Prime Video el 28 de julio de 2023. Good Omens se renovó para su tercera y última temporada en diciembre de 2023.
Desde su lanzamiento, la serie ha sido bien recibida entre los críticos, con elogios dirigidos particularmente a las actuaciones de Sheen y Tennant, la fidelidad al material original y la partitura musical de David Arnold, lo que le valió dos nominaciones a los premios Primetime Emmy por Mejor Composición Musical y Tema del título principal original .

## Sinopsis
Temporada 1:
Ambientada en 2018, la serie sigue al demonio Crowley (David Tennant) y al ángel Aziraphale (Michael Sheen), quienes, acostumbrados a la vida en la Tierra, buscan evitar la venida del Anticristo y con ello la batalla final entre el Cielo y el Infierno.
Temporada 2:
Después de haber estado en la Tierra desde El Principio y con el Apocalipsis frustrado, Aziraphale y Crowley vuelven a una vida tranquila entre los mortales en el Soho londinense cuando un mensajero inesperado se presenta ante la librería de Aziraphale con un misterio sorprendente.

## Reparto

### Principal
- David Tennant como Crowley, un demonio que ha vivido en la Tierra desde el inicio de la creación humana. Originalmente llamado «Crawly», es la serpiente que tentó a Eva con la manzana del árbol del conocimiento del bien y del mal.[2]
- Michael Sheen como Azirafel (Aziraphale en el original), un ángel que ha vivido en la Tierra tanto como Crowley. En la novela original, Azirafel era el ángel encargado de proteger las puertas orientales del paraíso. Él y Crowley sirven como representantes del Cielo y el Infierno, respectivamente, en la Tierra.
- Anna Maxwell Martin en la primera temporada, Shelley Conn en la segunda temporada como Belcebú (Beelzebub en el original), la líder de las fuerzas del infierno. Belcebú solo jugó un papel muy menor en la novela original, pero desempeña un papel más importante en la serie de televisión.
- Jon Hamm como el Arcángel Gabriel, líder de las fuerzas del Cielo. Si bien Gabriel solo fue mencionado una vez en la novela original, su rol estaba destinado a expandirse en la secuela nunca terminada de Good Omens, así que Gaiman incorporó partes de la trama de la secuela planeada sobre el papel de los ángeles en la trama de la serie de televisión.[1] En la novela, el líder de las fuerzas del Cielo era el Metatrón.
- Adria Arjona como Anathema Device, una bruja que es la última descendiente de Agnes Nutter y que se une a Azirafel y Crowley para detener el fin del mundo.
- Michael McKean como el Sargento Shadwell, el último oficial del orgulloso ejército de cazadores de brujas.
- Jack Whitehall como Newton Pulsifer, un descendiente del cazador de brujas que quemó a Agnes Nutter en la hoguera y quien se une a Anathema para ayudar a detener el fin del mundo.[2]

### Recurrente
- Josie Lawrence como Agnes Nutter, una bruja que vivió en el siglo XVII y predijo eventos futuros en su libro The Nice and Accurate Prophecies of Agnes Nutter, Witch(traducción:Las Buenas y Acertadas profecías de Agnes la Chalada, Bruja), el único libro de profecías certero que se haya escrito.
- Miranda Richardson como Madame Tracy, una médium de tiempo parcial y cortesana. En la segunda temporada interpreta a Shax, el demonio que reemplaza a Crowley en su trabajo en Londres.
- Mireille Enos como Guerra, uno de los Cuatro Jinetes del Apocalipsis.
- Lourdes Faberes como Contaminación, uno de los Cuatro Jinetes del Apocalipsis.
- Yusuf Gatewood como Hambruna, uno de los Cuatro Jinetes del Apocalipsis.
- Jamie Hill y Brian Cox como Muerte, uno de los Cuatro Jinetes del Apocalipsis.
- Reece Shearsmith como William Shakespeare en la primera temporada. En la segunda te porada interpreta al demonio Fur Fur.
- Nina Sosanya como la Hermana Loquacious, una de las monjas de la Orden Chatter de St. Beryl, una orden satánica de monjas que tenían la tarea de cambiar a un bebé con el Anticristo. En la segunda temporada interpreta a Nina, dueña de la cafetería "Dame café o dame muerte".
- Ned Dennehy como Hastur, duque del infierno.
- Ariyon Bakare como Ligur, también duque del infierno.
- Frances McDormand como la voz de Dios.
- Derek Jacobi como el Metatrón. Presentado sólo como una cabeza en la primera temporada, en la segunda temporada aparece con un cuerpo humano.
- Steve Pemberton y Mark Gatiss como Harmony y Glozier, misteriosos vendedores de libros.
- Nick Offerman como el embajador de Estados Unidos y padre de Warlock.
- Sam Taylor Buck como Adam Young, el renuente Anticristo.
- Amma Ris como Pepper, parte del grupo de amigos de Adam.
- Ilan Galkoff como Brian, parte del grupo de amigos de Adam.
- Alfie Taylor como Wensleydale, parte del grupo de amigos de Adam.
- Daniel Mays como Arthur Young, padre de Adam.
- Sian Brooke como Deidre Young, madre de Adam.
- Niall Greig Fulton y Benedict Cumberbatch como Satán: Señor del Averno. Fulton realiza las tomas procesadas en posproducción y Cumberbatch le pone la voz.
- Niamh Walsh como Greta Kleinschmidt.[3]
- Maggie Service como la Hermana Theresa Garrulous, una monja de la Orden Chatter de St. Beryl. En la segunda temporada interpreta a Maggie, la dueña de una tienda de vinilos.
- Quelin Sepulveda como Muriel, un ángel de clase  37 con la misión de supervisar al demonio y ángel protagonistas.
- Julie McLellan como Wee Morag.
- Abigal Lawrie como Elspeth.
- Donna Preston como Mrs. Sandwich.

## Episodios

### Temporada 1 (2019)
| N.º en serie | N.º en temp. | Título                                                                                | Dirigido por      | Escrito por | Fecha de lanzamiento original |
| ------------ | ------------ | ------------------------------------------------------------------------------------- | ----------------- | ----------- | ----------------------------- |
| 1            | 1            | «In the Beginning» «En el comienzo»                                                   | Douglas Mackinnon | Neil Gaiman | 31 de mayo de 2019            |
| 2            | 2            | «The Book» «El libro»                                                                 | Douglas Mackinnon | Neil Gaiman | 31 de mayo de 2019            |
| 3            | 3            | «Hard Times» «Tiempos difíciles»                                                      | Douglas Mackinnon | Neil Gaiman | 31 de mayo de 2019            |
| 4            | 4            | «Saturday Morning Funtime» «Diversión el sábado por la mañana»                        | Douglas Mackinnon | Neil Gaiman | 31 de mayo de 2019            |
| 5            | 5            | «The Doomsday Option» «La opción para el Armagedón»                                   | Douglas Mackinnon | Neil Gaiman | 31 de mayo de 2019            |
| 6            | 6            | «The Very Last Day of the Rest of Their Lives» «El último día del resto de sus vidas» | Douglas Mackinnon | Neil Gaiman | 31 de mayo de 2019            |

### Temporada 2 (2023)
| N.º en serie | N.º en temp. | Título                                    | Dirigido por      | Escrito por                  | Fecha de lanzamiento original |
| ------------ | ------------ | ----------------------------------------- | ----------------- | ---------------------------- | ----------------------------- |
| 7            | 1            | «The Arrival» «La Llegada»                | Douglas Mackinnon | Neil Gaiman & John Finnemore | 28 de julio de 2023           |
| 8            | 2            | «The Clue» «La Pista»                     | Douglas Mackinnon | Neil Gaiman & John Finnemore | 28 de julio de 2023           |
| 9            | 3            | «I Know Where I'm Going» «Sé a dónde voy» | Douglas Mackinnon | Neil Gaiman &John Finnemore  | 28 de julio de 2023           |
| 10           | 4            | «The Hitchhiker» «El autoestopista»       | Douglas Mackinnon | Neil Gaiman & John Finnemore | 28 de julio de 2023           |
| 11           | 5            | «The Ball» «El baile»                     | Douglas Mackinnon | Neil Gaiman & John Finnemore | 28 de julio de 2023           |
| 12           | 6            | «Every Day» «Cada día»                    | Douglas Mackinnon | Neil Gaiman & John Finnemore | 28 de julio de 2023           |

### Minisodios
| N.º | Título                                         | Dirigido por      | Escrito por               | Fecha de emisión original |
| --- | ---------------------------------------------- | ----------------- | ------------------------- | ------------------------- |
| 1   | «Good Omens: Lockdown»                         | Douglas Mackinnon | Neil Gaiman               | 1 de mayo de 2020         |
| 2   | «A Companion to Owls» «Compañero de los búhos» | Douglas Mackinnon | John Finnemore            | 28 de julio de 2023       |
| 3   | «The Resurrectionists» «El Resurreccionista»   | Douglas Mackinnon | Cat Clarke                | 28 de julio de 2023       |
| 4   | «Nazi Zombie Flesheaters»                      | Douglas Mackinnon | Jeremy Dyson & Andy Nyman | 28 de julio de 2023       |

En 2020 salió el miniepisodio Good Omens:Lockdownen el canal de Youtube de Terry Pratchett cerca del treinta aniversario de la publicación de la novela original. Los mini episodios en la segunda temporada no salieron por separado, están integrados en la historia junto a los episodios dos, tres y cuatro.

## Producción

### Desarrollo
Pratchett y Gaiman habían planeado adaptar Good Omens como una película durante años, con varios directores y escritores vinculados al proyecto en varias ocasiones. En 2011, se informó por primera vez que una serie de televisión, escrita por Terry Jones y Gavin Scott, estaba en obras, pero pasó el tiempo y no se anunciaron nuevos planes. Después de la muerte de Pratchett en 2015, Gaiman se negó a considerar trabajar solo en la adaptación, pero cambió de opinión cuando recibió una carta de Pratchett, escrita para ser enviada después de su muerte, instándole a terminar el proyecto.
El 19 de enero de 2017, se anunció que Amazon Prime Video había dado luz verde a una adaptación televisiva de la novela Good Omens. Se anunció también que los productores ejecutivos incluirían a Neil Gaiman, Caroline Skinner, Chris Sussman, Rob Wilkins y Rod Brown. Gaiman adaptaría la novela para la pantalla y serviría como showrunner.
El 13 de febrero de 2019, se anunció que la serie se estrenaría el 31 de mayo de 2019.
El 29 de junio de 2021, la serie fue renovada con el anuncio de la segunda temporada con seis episodios. La temporada fue estrenada el 28 de julio de 2023.

### Casting
El 14 de agosto de 2017, se anunció que Michael Sheen y David Tennant habían sido elegidos para los papeles principales de Azirafel y Crowley, respectivamente. El 14 de septiembre de 2017, Gaiman reveló en Twitter que Nina Sosanya, Ned Dennehy, y Ariyon Bakare se habían unido al elenco principal. Un día después, Jack Whitehall, Michael McKean, Miranda Richardson, y Adria Arjona fueron anunciados como integrantes del elenco principal. Una semana después, Sam Taylor Buck, Amma Ris, Ilan Galkoff, Alfie Taylor, Daniel Mays, y Sian Brooke también fueron elegidos. En octubre de 2017, se informó que Jon Hamm, Anna Maxwell Martin, Mireille Enos, Lourdes Faberes, y Yusuf Gatewood se habían unido al elenco principal. En noviembre de 2017, se informó que Reece Shearsmith y Nicholas Parsons también habían sido elegidos. El 15 de diciembre de 2017 se informó que Derek Jacobi daría voz al Metatrón.
El 9 de febrero de 2018 se anunció que Steve Pemberton y Mark Gatiss se habían unido a la serie. El 6 de marzo de 2018, se anunció que Nick Offerman había sido elegido para un papel principal en la serie. El 20 de julio de 2018, se anunció durante el panel en la San Diego Comic-Con que Frances McDormand había sido elegida como la voz de Dios y narradora de la serie. El 13 de febrero de 2019, Neil Gaiman anunció que Benedict Cumbebatch sería la voz de Satanás con el personaje en sí mismo como una creación en CGI.

### Rodaje
El rodaje de la serie comenzó en septiembre de 2017. En octubre de 2017, la producción fue vista filmando en Surrey.

### Secuencia inicial (opening)
El opening de la serie fue creado por el estudio London-based Peter Anderson, con la música de David Arnold . 
La producción usó animación, ilustración, 3D y algunas tomas de imagen real para describir la llegada del Apocalipsis y el choque entre Cielo e Infierno. 